# Pălatca
Pălatca est une commune de Transylvanie, en Roumanie, dans le județ de Cluj. Elle est composée des villages Pălatca, Băgaciu, Mureșenii de Câmpie, Petea, Sava.